# Stillwell Island
Stillwell Island ist eine kleine, steilwandige und felsige Insel mit einem Durchmesser von 400 m vor der Georg-V.-Küste im Australischen Antarktis-Territorium. Sie ist die größte Insel des Way-Archipels und liegt 2,5 km nordöstlich des Garnet Point im westlichen Teil der Einfahrt zur Watt Bay.
Teilnehmer der Australasiatischen Antarktisexpedition (1911–1914) unter der Leitung des australischen Polarforschers Douglas Mawson entdeckten sie. Mawson benannte sie nach dem australischen Geologen Frank Leslie Stillwell (1888–1963), der an dieser Forschungsreise und an der Vermessung dieses Küstenabschnitts beteiligt war.